# Orquestra

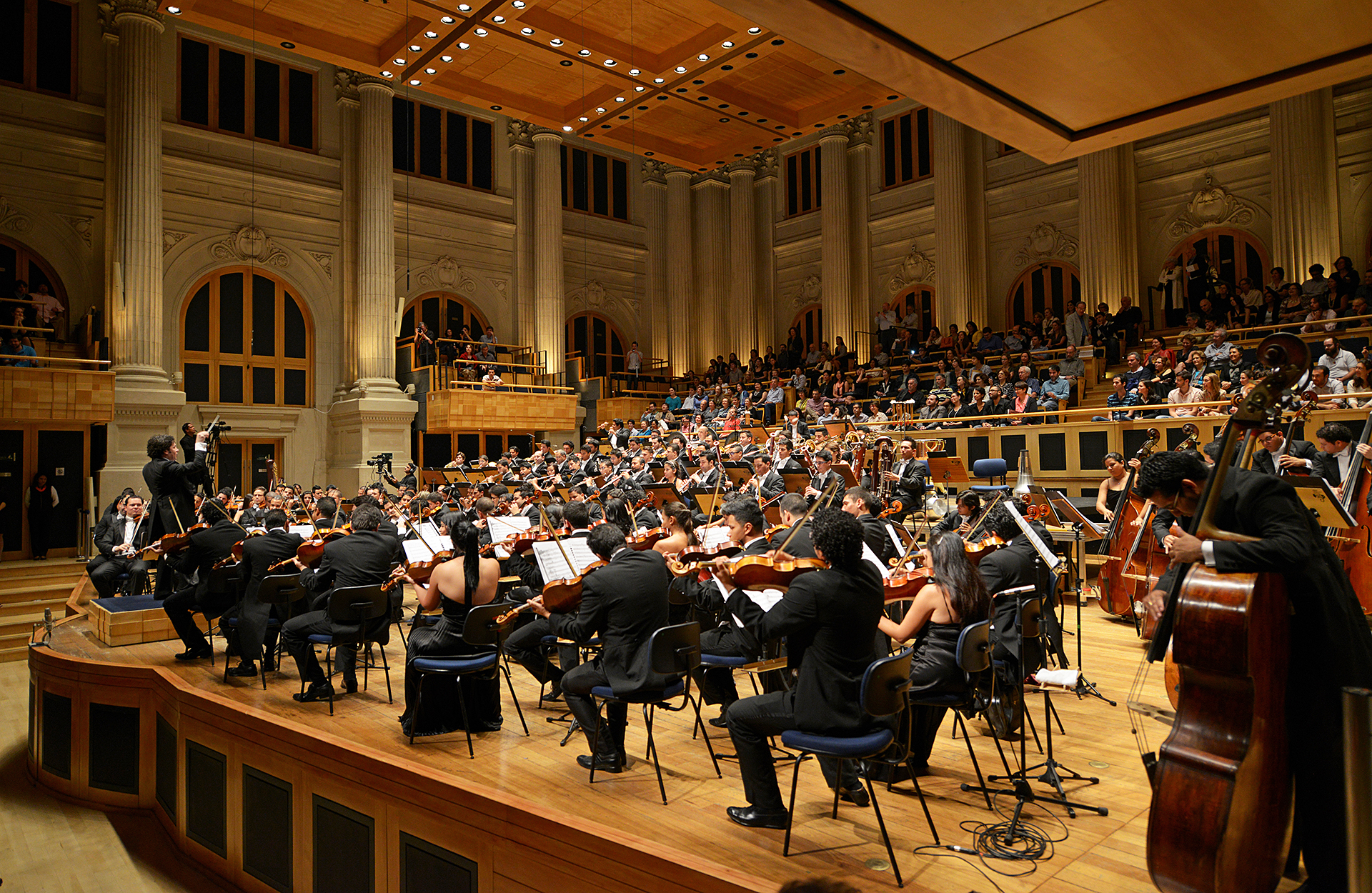
Orquestra sinfônica a atuar

Uma orquestra (do grego antigo ὀρχήστρα, "lugar de dança",  por alusão ao espaço semicircular situado em frente ao palco do teatro grego, onde dançava o coro) é um agrupamento  instrumental utilizado geralmente (mas nem sempre) para a execução de música de concerto.

## Etimologia
Esta palavra designa não só um grupo de músicos que interpretam obras musicais com diversos instrumentos como também uma parte física do teatro grego, que se caracterizava por um coro formado por bailarinos e músicos que faziam evoluções sobre um estrado chamado orquestra (ορχήστρα), situado entre o cenário e os espectadores. Orquestrara provinha do verbo orcheisthai, que significava 'dançar' ou 'eu danço'. O vocábulo grego passou ao latim como 'orchestra', com o mesmo significado, como documentam os escritos de diversos poetas romanos. No século I, Vitrúvio e Suetónio a utilizaram para designar o lugar destinado aos senadores no teatro romano. A palavra chegou ao francês em fins da Idade Média, em traduções de Suetónio, porém só se aplicou ao teatro moderno a partir do século XVIII, com a ópera italiana.
Às orquestras completas, dá-se o nome de orquestras sinfônicas ou orquestras filarmônicas; embora esses adjetivos não especifiquem nenhuma diferença no que toca à constituição instrumental ou ao papel da mesma, podem revelar-se úteis para distinguir orquestras de uma mesma localidade. Na verdade, esses adjetivos denotam a maneira que é sustentada a orquestra. Não há nenhuma diferença, nos dias de hoje, entre sinfônica e filarmônica. Antigamente a orquestra sinfônica levava este nome por ser mantida por uma instituição pública, e a orquestra filarmônica era sustentada ou apoiada por uma instituição privada, mas hoje este conceito tem mudado e não há diferença.
Uma orquestra terá, tipicamente, mais de oitenta músicos, em alguns casos mais de cem, embora em actuação esse número seja ajustado em função da obra reproduzida. Em alguns casos, uma orquestra pode incluir músicos freelancers para tocar instrumentos específicos que não compõem o conjunto oficial: por exemplo, nem todas as orquestras têm um harpista ou um saxofonista.
Uma orquestra sinfónica dispõe cinco classes de instrumentos:
- as cordas (violinos, violas, violoncelos, contrabaixos, harpas)
- as madeiras (flautas, flautins, oboés, corne-inglês, clarinetes, clarinete baixo, fagotes, contrafagotes)
- os metais (trompetes, trombones, trompas, tubas)
- os instrumentos de percussão (tímpanos, triângulo, caixas, bombo, pratos, carrilhão sinfónico, etc.)
- os instrumentos de teclas (piano, cravo, órgão)

Entre estes grupos de instrumentos e em cada um deles existe uma hierarquia implicitamente aceita. Cada secção (ou grupo de instrumentos) provê um solista (ou principal) que será o protagonista dos solos e da liderança do grupo. Os violinos são divididos em dois grupos: primeiros violinos e segundos violinos — o que pressupõe dois principais. O principal dos primeiros violinos é designado como chefe não só de toda a secção de cordas mas de toda a orquestra, subordinado unicamente ao maestro, esse violinista é denominado spalla ou maestrino. Nos metais, o trompetista é o líder, enquanto que nas madeiras esse papel cabe ao primeiro flautista.
Actualmente, as orquestras são conduzidas por um maestro, embora não fosse assim com as orquestras originais, sendo a condução responsabilidade do líder de orquestra. Também noutros casos não existe maestro, como em orquestras pequenas, ou em reproduções realistas de música barroca.

## História da orquestra

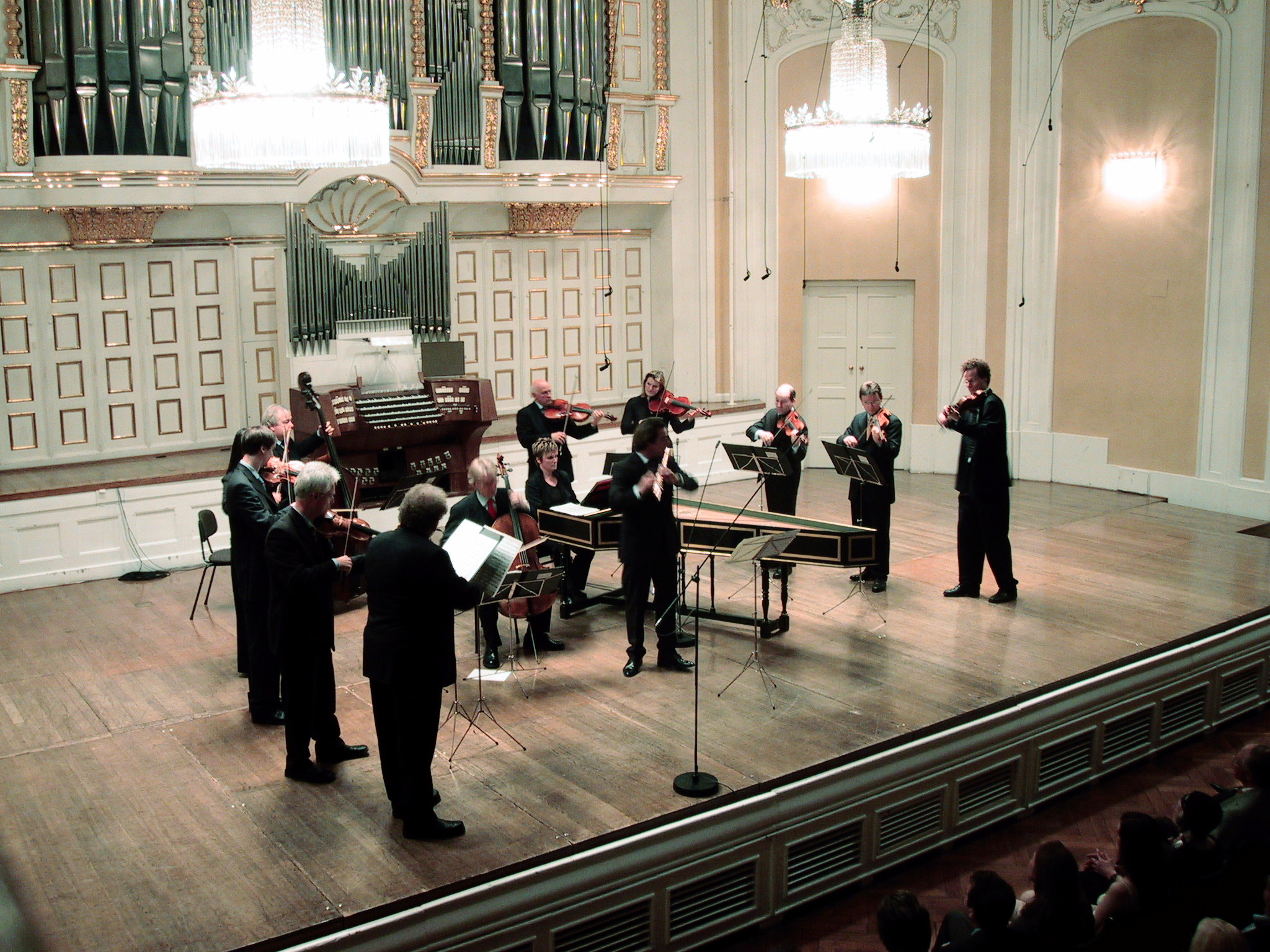
A orquestra de câmara

A história da orquestra está ligada à história da música instrumental. A prática de música em instrumentos musicais é antiga, mas foi minoritária em relação à música vocal até o século XVI. Na maioria das vezes, inclusive, os instrumentos musicais eram usados como apoio ou acompanhamento às vozes.
Foi no século XVI, durante o Renascimento, que a música instrumental começou a ser praticada de forma autônoma. Ou seja, foi com a música renascentista que os instrumentos musicais ganharam o status de merecerem ser ouvidos independentemente da música vocal. Inicialmente isto ocorreu com transcrições de música vocal ou danças estilizadas, e os primeiros instrumentos solistas foram o órgão e o alaúde.
A ideia de formar grupos instrumentais também já é muito antiga, mas durante o período medieval estes grupos não tinham uma estrutura definida. É comum que as partituras desta época sejam indicadas apenas para vozes, mas as partes vocais podiam ser reforçadas ou mesmo substituídas por instrumentos musicais. É provável que o Hoquetus David, obra musical do século XIV seja a primeira composição instrumental. Não há indicação de instrumentos, mas os estudiosos têm esta suspeita porque também não foi encontrado texto para o caso de ser música vocal.
Além do apoio à música vocal, os grupos instrumentais também foram, desde muito antigamente, usados em cerimônias públicas e em locais abertos. As festas romanas no Coliseu já usavam grupos de cornetas e outros instrumentos de grande volume. Acredita-se que por causa desta ligação com festas pagãs e com espetáculos que envolviam o martírio de cristãos é que a tradição cristã proibiu desde cedo o uso de instrumentos musicais na música litúrgica. As cortes feudais também usaram com frequência os instrumentos mais estridentes para cerimônias de coroação e festas em lugares abertos. Era comum chamar estes grupos instrumentais de música de estábulo.
Mas o surgimento da orquestra está ligado a uma autonomia e uma padronização dos grupos instrumentais, seguindo sempre uma tendência de desenvolvimento da cultura urbana e burguesa. Neste sentido, os primeiros grupos a serem classificados como orquestras são aqueles determinados pelo veneziano Giovani Gabrielli (1557-1612) para o acompanhamento de suas ’’Sinfonias Sacras’’ compostas por volta de 1600. Quase simultaneamente, em Florença, Claudio Monteverdi (1567-1643) também define uma orquestra para o acompanhamento de sua ópera L'Orfeo, composta em 1607. Estas orquestras primitivas, surgidas no início do período barroco, foram os primeiros grupos instrumentais com instrumentos definidos, correspondendo às primeiras tentativas feitas por compositores em obter um grupo instrumental de timbre definido. Ou seja, a partir deste período, os compositores passaram a não mais deixar a definição do timbre dos grupos instrumentais a cargo dos executantes, institucionalizando uma certa formação instrumental. Neste momento, ainda não havia uma fixação da formação orquestral, o que só iria acontecer no fim do primeiro quartel do século XVIII.

### A orquestra barroca
A orquestra barroca era largamente baseada nos instrumentos da família das violas. Assim era a orquestra usada por Monteverdi, e esta família de instrumentos predominou por todo o século XVII. Uma boa forma de conhecer estes instrumentos é através do filme Todas as manhãs do mundo, estrelado por Gerard Depardieu. Neste filme o ator representa o violista e compositor Marin Marais (1656-1728), um dos músicos mais célebres do século XVII. As dublagens não são muito convincentes quanto aos movimentos dos executantes da viola da gamba, mas a trilha sonora original é de responsabilidade de Jordi Savall, uma grande autoridade do instrumento na atualidade.
Ao final do período barroco os instrumentos da família das violas foram perdendo a preferência para os da família dos violinos. Assim, as orquestras do início do século XVIII já eram basicamente formadas por um naipe de instrumentos de cordas de arco, que continuam sendo a base das orquestras até hoje. Dois compositores podem ser destacados como pioneiros na escrita para cordas (termo com o qual designamos hoje um grupo instrumental formado por instrumentos de cordas de arco da família dos violinos, servindo também como sinônimo para um grupo instrumental denominado orquestra de cordas): Corelli (1623-1713) e Vivaldi (1678-1741). Outros compositores do período cujas obras instrumentais também já são largamente baseadas nas cordas da família dos violinos: J. S. Bach (1685-1750), Handel (1685-1759) e Telemann (1681-1767).
A orquestra no período barroco não estava ainda fixada como formação instrumental, pois havia grande variação entre as formações empregadas por cada compositor, ou mesmo entre obras diferentes do mesmo compositor. Mas já se podem ver as tendências que se afirmariam plenamente no período clássico: substituição dos instrumentos da família das violas pelos da família dos violinos; abandono da grande variedade de instrumentos antigos de sopro; prática de escrever para as cordas a quatro partes, como se fossem as quatro vozes de um coral.
Não se pode deixar de mencionar outros dois importantes fatores. O fim do período barroco coincide também com uma grande mudança na construção dos instrumentos musicais, devido à novidade da afinação pelo sistema temperado, que passava a substituir o antigo sistema de afinação, por oposição denominado como não-temperado. O sistema temperado está ligado à consolidação do sistema tonal, baseado nas escalas maiores e nas escalas menores e em suas transposições. Também os instrumentos construídos para serem afinados pelo sistema temperado foram sendo adaptados para salas cada vez maiores, perdendo riqueza de timbres e ganhando em potência e homogeneidade sonoras – isso para acompanhar a tendência de deslocamento da prática musical das igrejas e dos salões aristocráticos para os teatros e os concertos públicos.
Outro fator é que toda a música instrumental do período barroco foi fortemente marcada pela tradição do baixo contínuo, forma de escrita e de execução em que apenas a linha do baixo é definida na partitura, ficando toda a execução da harmonia a critério do músico que tocava os instrumentos harmônicos (cravo, alaúde e outros destas famílias). Esta tradição seria abandonada com o fim do período barroco.

### A orquestra clássica

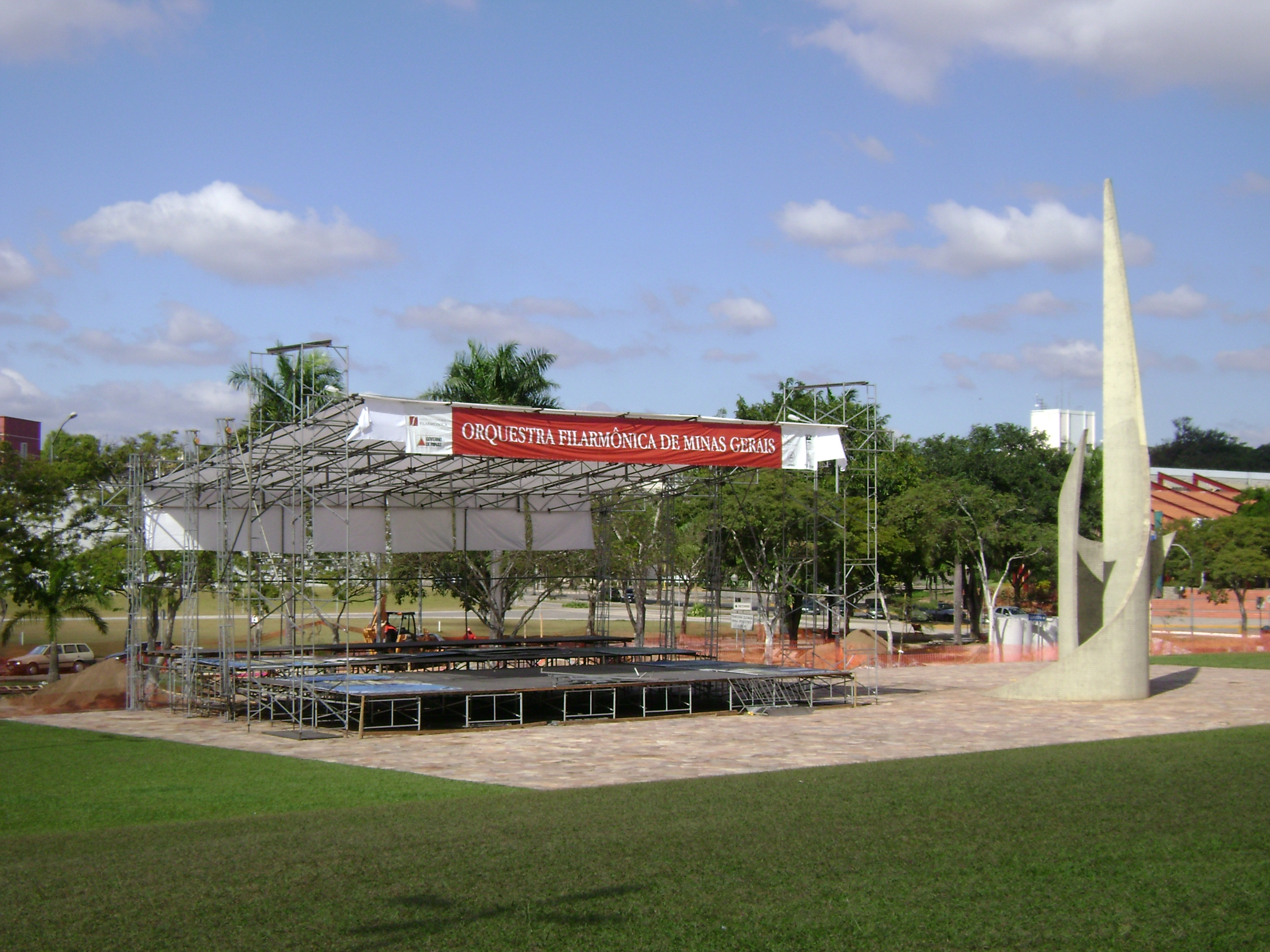
Orquestra em frente à reitoria da UFMG.

Foi no período conhecido como classicismo que a orquestra tomou sua formação atual, simultaneamente ao surgimento da ideia de música absoluta que se tornou critério positivo de valor estético. Isto não teria ocorrido sem o desenvolvimento da forma-sonata e dos gêneros da sinfonia, do quarteto de cordas, da sonata e do concerto. Apesar dos termos sinfonia, sonata e concerto já existirem no período barroco, foi no fim do século XVIII que eles assumiram um significado mais preciso em termos de forma musical. E foram estas formas clássicas que deram tanta importância à orquestra sinfônica.
Isto coincidiu com mudanças na construção dos instrumentos e na própria maneira de tocar dos conjuntos orquestrais. Estes ganharam em equilíbrio, afinação, precisão e, principalmente, variação de dinâmica e articulação. A orquestra pioneira desta transformação foi a orquestra de Mannheim, sob a direção do violinista e compositor Johann Stamitz (1717-1757) a partir de 1745.
Stamitz foi um dos responsáveis pelo desenvolvimento da forma-sonata e da sinfonia, bem como é apontado como o responsável pelo alto nível técnico de execução atingido por esta orquestra. Devido ao seu padrão de excelência técnica e à novidade das obras musicais executadas em Mannheim, esta orquestra tornou-se modelo para os compositores normalmente reconhecidos como os mestres do período clássico: Mozart, Haydn e Beethoven. São estes também conhecidos como os principais compositores de sinfonias, responsáveis pela definição moderna do gênero e, com ele, pela definição do que pode ser chamado de orquestra clássica.
Esta seria uma orquestra baseada nos instrumentos de cordas de arco, tratados pelos compositores como naipe para o qual se escreve a quatro partes, como já vinha se tradicionalizando desde o início do século XVIII. Além disso, esta orquestra clássica era normalmente acrescida das madeiras a dois (duas flautas, dois oboés, dois clarinetes e dois fagotes) e das trompas, ocasionalmente tímpanos, trompetes e trombones. Neste período até cerca de 1820 os instrumentos de bocal, ou também classificados como naipe dos metais, ainda eram muito limitados pela inexistência de válvulas ou pistões. Assim tinham dificuldades com modulações e cromatismos, sendo praticamente instrumentos que funcionavam em um único tom principal (e também em seus vizinhos).

### A orquestra no século XIX
No século XIX, a orquestra seguiu uma tendência de aumento na participação dos instrumentos de sopro. Acredita-se que isso foi decorrência direta da Revolução Francesa, e da consequente popularidade das fanfarras ou bandas militares. Assim, à orquestra sinfônica incorporaram-se permanentemente os instrumentos do naipe dos metais, com tendência a aumentar seu uso ao longo do século. A partir da década de 1820 estes instrumentos ganhariam estabilidade e versatilidade pela incorporação das válvulas ou pistões, que permitiam que se tornassem instrumentos totalmente cromáticos (especialmente as trompas e os trompetes).

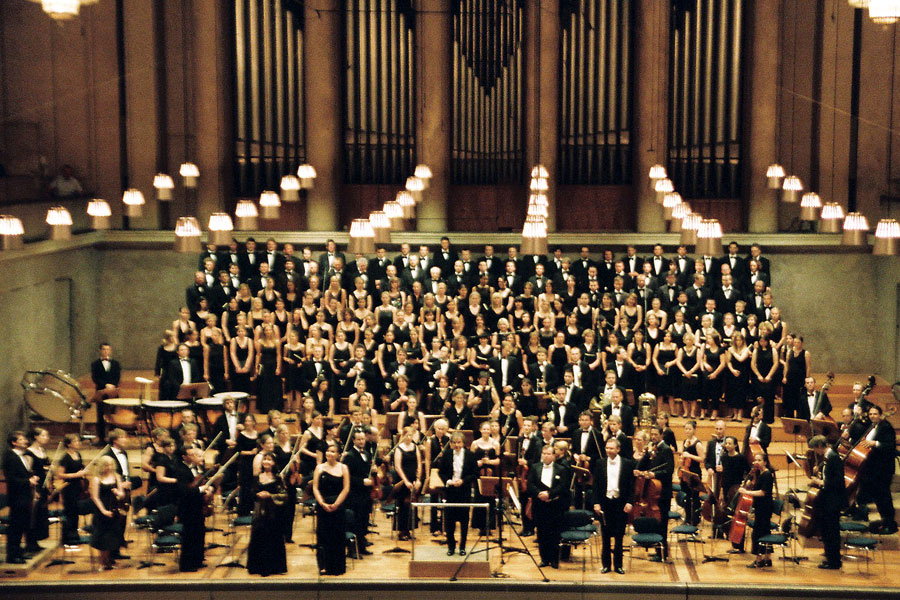
Orquestra para a Nona Sinfonia de Beethoven

Como são instrumentos de grande potência sonora, o aumento no uso de instrumentos do naipe dos metais levou ao aumento do tamanho da orquestra. Para manter o equilíbrio sonoro com um crescente naipe de metais, as madeiras tiveram de sofrer considerável aumento, chegando a ser comum o uso de madeiras a quatro. Neste caso, para não ficar com a mesmice de quatro instrumentos iguais, cada um desenvolveu-se em uma família própria. As flautas (piccolo, duas flautas e flauta baixo, ou flauta em sol), os oboés (dois oboés, corne inglês e oboé d'amore), os clarinetes (requinta, dois clarinetes e clarone, ou clarinete baixo) e os fagotes (três fagotes e um contrafagote).
Este aumento em ambos os naipes de sopro levou à necessidade de uma quantidade gigantesca de músicos no naipe das cordas, para que seu volume pudesse ser equilibrado aos demais naipes da orquestra, posto que cada instrumento da família das cordas possui individualmente volume muito inferior aos instrumentos das madeiras e dos metais.
Este aumento progressivo no tamanho da orquestra levou a duas direções do ponto de vista da técnica musical de orquestração. Primeiro a orquestra tornou-se um grupo de muito maior potência sonora, com isto também acompanhando a uma tendência de aumento do tamanho das salas de concerto e de seu público. E em segundo permitiu aos compositores uma gama muito maior de combinações de timbres, o que numa comparação com as cores na pintura acabou recebendo a qualificação de palheta orquestral.
Entre os compositores do século XIX sempre houve aqueles que se mantiveram mais apegados à orquestra clássica e às formas tradicionais da sinfonia e do concerto. Pode-se citar neste grupo, sem a pretensão de ser exaustivo, compositores como Schubert, Schumann, Mendelssohn, Chopin ou Brahms. Outros podem ser apontados como os mais comprometidos com o desenvolvimento da orquestra e também, coincidentemente, das formas musicais (notadamente com a criação do poema sinfônico e as novas formas de composição de ópera) e da linguagem harmônica. São estes, principalmente, Berlioz, Liszt e Wagner, numa tradição de vanguarda que continua na virada do século XIX para o XX com Bruckner, Mahler, Richard Strauss, Rimsky-Korsakov, Mussorgski, Debussy, Ravel, Respighi e até o Schoenberg da primeira fase (antes de 1912).
São estes que desenvolvem combinações inusitadas entre os timbres dos instrumentos, técnicas arrojadas de execução dos próprios instrumentos bem como uma escrita rítmica e harmonicamente cada vez mais complexa. A obra seminal é, sem dúvida, a Sinfonia Fantástica de Berlioz, escrita em 1830, apenas 3 anos após a morte de Beethoven. Outra obra considerada muito avançada foi o Prelúdio da ópera Tristão e Isolda da Wagner, concluída em 1859. Obra normalmente lembrada por beirar o atonalismo ainda em plena metade do século XIX, mas que também foi radical na escrita orquestral, bem como na diluição da rítmica antes fundada em compassos e pulsos. Outra obra sempre lembrada como paradigma orquestral é a 8ª Sinfonia (1907) de Mahler, apelidada de Sinfonia dos mil pela grande quantidade de músicos que emprega, entre orquestra e coral. (O número de componentes necessários para a execução é variável, mas na estreia chegou efetivamente a mais de mil músicos!) As sinfonias de Mahler, contudo, não costumaram usar o grande efetivo orquestral como recurso de volume ou potência sonora, mas, principalmente, para possibilitar grandes variedades de timbre – tendência que seria dominante no século XX. Por isso, muitas vezes, assistir à execução de uma sinfonia de Mahler é ver uma grande quantidade de músicos no palco, mas quase nunca estão todos tocando juntos, sendo mais comum que uns poucos estejam tocando e os demais estejam em pausa.

### A orquestra no século XX

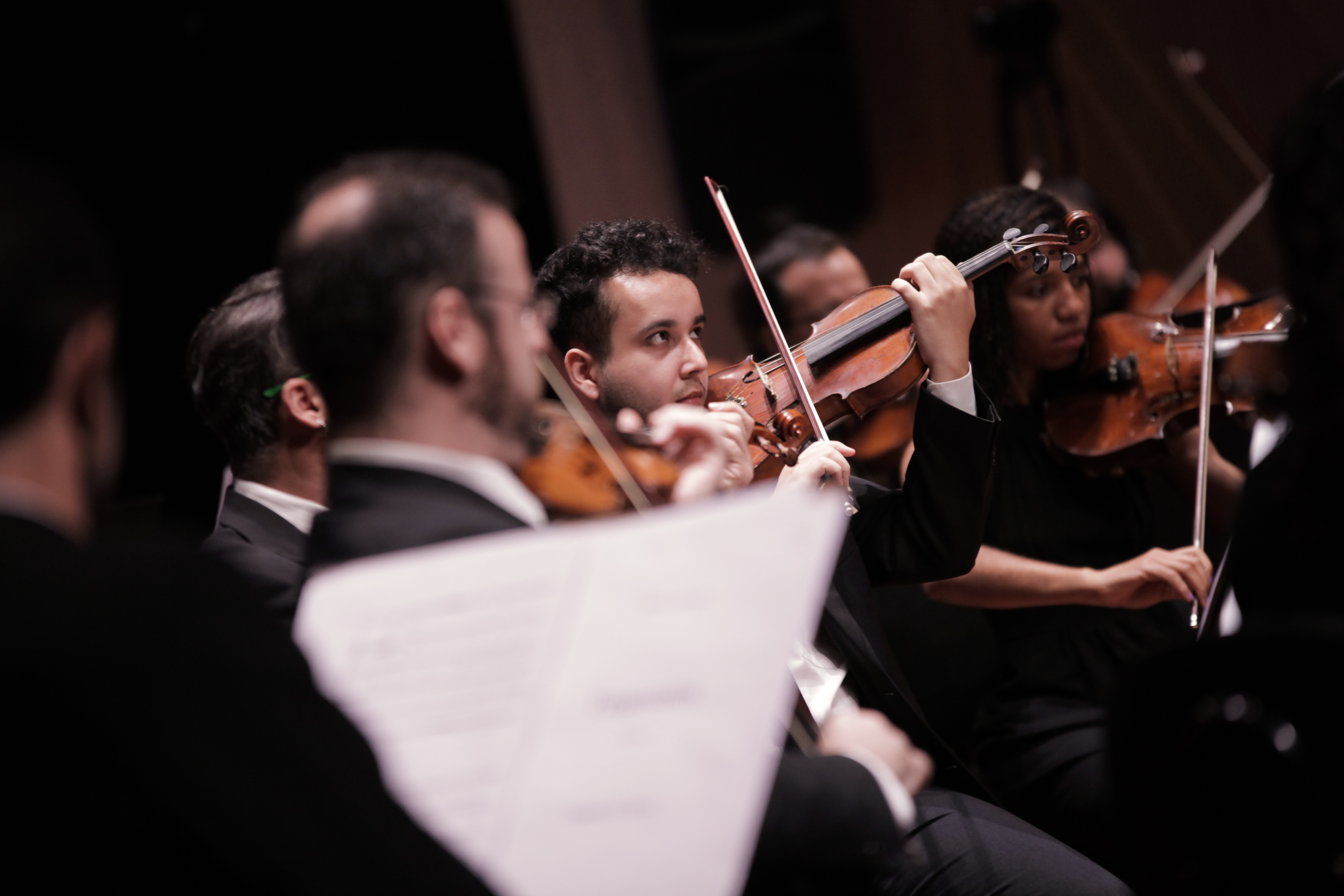
Orquestra Sinfônica Nacional atuando na Bienal de música contemporânea

Ao longo do século XX houve uma tendência a abandonar a orquestra como meio privilegiado de expressão musical dos compositores do ocidente, juntamente com o esgotamento criativo das formas musicais tradicionalmente associadas à orquestra, especialmente a ópera, a sinfonia e o concerto e o poema sinfônico. Cada vez que os compositores do século XX voltaram à escrita orquestral e às sua formas tradicionais foi, normalmente, com o intuito de negar a tradição, subvertendo-a. Ressalvas importantes podem ser feitas para um significativo número de compositores que se manteve mais fiel à tradição do século XIX, como os classificados de nacionalistas e de neoclássicos. Mas mesmo estes recriaram a tradição muito a seu modo, usando uma linguagem sinfônica peculiar pouco parecida com a dos compositores novecentistas, especialmente quanto à linguagem harmônica e às combinações de timbres, mesmo quando mantiveram o grupo orquestral em sua forma tradicional do fim do século XIX.
A tendência ao abandono da grande orquestra e de suas formas tradicionais pode ser comparada a uma crise geral do período que ficou conhecido como Belle époque. Muitos analistas afirmam que foram os artistas os primeiros a sentirem e expressarem esta crise do mundo burguês, que só ficou realmente patente com o estouro da 1ª Guerra Mundial em 1914. De qualquer modo, esta crise dos valores burgueses se fez sentir na escrita orquestral de várias formas. Ficou mais difícil juntar grandes orquestras, o que levou a uma tendência ao uso de pequenos grupos como na Sinfonia de Câmera ou no Pierrot Lunaire de Schoenberg.
A dificuldade em juntar grandes orquestras teve motivos econômicos, inclusive ligados à guerra e às crises que a sucederam. Mas teve muito mais motivos estéticos: a escrita orquestral foi se afastando do gosto do grande público por causa do abandono da discursividade melódica, da harmonia tonal e da regularidade rítmica pelos compositores. Sem a possibilidade de juntar grandes públicos ficou mais difícil financiar grandes orquestras. A própria restrição política imposta à música de vanguarda pelo nazismo e pelo stalinismo levou ao exílio dos compositores radicais e à dificuldade de montar suas obras. Se eles quisessem vê-las no palco, seria necessário apelar para grupos menores.
Por outros motivos, houve também os países que não formaram o seu público tradicional de música orquestral durante os séculos XVIII e XIX – caso em geral dos países do continente americano. Estes não quiseram ou não puderam fazer os investimentos necessários para isso no século XX, como fizeram os Estados Unidos e também os países do leste europeu (especialmente após a 1945). Por isso compositores latino-americanos também tiveram limitações para o uso de grandes orquestras, mesmo quando continuavam usando técnicas de composição mais tradicionais.
Por estes motivos, pode-se afirmar o fim da orquestra no século XX, pelo menos como grupo estável utilizado pela maioria dos compositores. A orquestra transformou-se assim num grupo instrumental dedicado à execução de música dos séculos XVIII e XIX, ou, quando muito, de epígonos do século XX ou XXI. Os compositores passaram a utilizar grupos menores e, ao mesmo tempo, maior variedade de instrumentos. A orquestração deixou de seguir um padrão mais ou menos aceite por grande conjunto de compositores e tornou-se muito atomizada. Praticamente existe uma diferente forma de orquestração para cada compositor ou, ainda mais, formas de orquestração específicas para diferentes obras do mesmo compositor.
A grande característica da orquestra do século XX (se é que se pode usar este termo) é o aumento da presença dos instrumentos de percussão, que também ganham muito em variedade. Ao contrário do que aconteceu nos séculos XVIII e XIX, quando os naipes de cordas e de sopros se padronizaram em torno de um grupo definido formado por poucos instrumentos diferentes, a percussão orquestral do século XX assumiu uma gama ilimitada de instrumentos, expandindo a palheta orquestral a níveis inimagináveis. Pode-se dizer que o aumento do uso e da importância dos instrumentos de percussão na música do século XX acompanhou a tendência geral de aumento da importância do fator timbre frente aos fatores melodia e harmonia, bem como ao aumento do valor do ritmo. Obra paradigmática deste aumento da importância da percussão foi a obra Ionizações de Edgar Varèse. Concluída em 1931, muitas vezes reputada como a primeira obra escrita exclusivamente para instrumentos de percussão. Mas em 1930 o compositor cubano Amadeo Roldán já tinha composto também para grupo de percussão as Rítmicas V e VI. A partir da segunda metade do século, tornou-se bastante comum a escrita de obras para uma orquestra formada unicamente por instrumentos de percussão.
Curioso observar que, mesmo o abandono da orquestra como grupo definido e como principal meio expressivo, a parte da composição destinada ao tratamento dos instrumentos musicais e de suas combinações continua sendo denominada orquestração. Por isso não se pode deixar de mencionar que no século XX também houve uma tendência pela valorização do ruído e pelo desenvolvimento de instrumentos musicais não convencionais, bem como pelo seu uso em grupo – muitas vezes mantendo o termo tradicional orquestra para designar instrumentos muito diferentes daqueles consagrados na tradição clássico-romântica. Assim deve-se registrar o surgimento de máquinas de som como o Théremin, os Intona-rumori ou máquinas de ruído do futurista italiano Luigi Russolo, e o uso dos geradores elétricos ou eletrônicos.
Pioneiro da música eletrônica foi novamente Edgar Varése com sua obra Poema Eletrônico, de 1958. Pierre Schaeffer desenvolveu o conceito da música concreta, com a gravação de sons em fita magnética e posterior distorção em equipamentos elétricos. Estes conceitos acabaram misturando-se em obras consideradas como música eletro-acústica, por misturar sons elétricos e instrumentos tradicionais. Trabalharam com esta técnica os principais compositores hoje ainda vivos, como Berio, Stockhausen ou Penderecki. Uma divertida obra demonstrativa desta técnica é Santos football music de Gilberto Mendes, para orquestra e fita magnética (cujo conteúdo é de gravações de narrações de jogos de futebol feitas por Osmar Santos) – obra composta na época em que o Santos, time de futebol da cidade do compositor, contava com a participação de Pelé, e chegava duas vezes ao título mundial de futebol.

### A maior orquestra do mundo
A maior orquestra reunida em um lugar apenas se reuniu no "BC Place Stadium" em Vancouver, Canada em 15 de maio de 2000. Participaram todos os membros da Orquestra Sinfônica de Vancouver juntamente com 6400 estudantes de diferentes bandas. Eles tocaram uma peça da 9a. Sinfonia de Beethoven por 9 minutos e 44 segundos, superando o recorde de Birmingham, na Inglaterra, onde 3500 músicos haviam tocado por 7 minutos e 42 segundos.

## Maestro
No início da orquestra, ainda não existia a figura do regente. Seja pelo tamanho reduzido dos grupos orquestrais (normalmente não mais que 20 ou 30 músicos), seja pela menor complexidade rítmica, normalmente, não era necessária a regência, havendo apenas um líder do grupo que orientasse os ensaios, ou mesmo que coordenasse a execução a partir de seu próprio instrumento musical enquanto participava do concerto.
Aponta-se o pioneirismo do compositor Lully (1632-1687), dirigente do famoso grupo dos 24 violinos do rei, na corte francesa de meados do século XVII, que costumava marcar o pulso batendo no chão com um pesado bastão. Além do inconveniente ruído que tal marcação ocasionava, essa prática levou à morte do compositor, devido a uma gangrena causada após ele ter atingido o próprio pé com o bastão durante a execução de uma obra.
Mas o fato é que somente pela segunda metade do século XIX a figura do regente tornou-se comum. O aumento do tamanho das orquestras e também da complexidade rítmica das obras executadas tornou praticamente impossível executar certas obras sem o trabalho do regente.
Este torna-se responsável por decisões de interpretação como andamento, caráter, instrumento ou voz a ser destacada em determinado trecho. Torna-se responsável também pela coordenação dos ensaios, o que o obriga a conhecer previamente e muito bem a totalidade da obra, para garantir a perfeita junção das partes de cada músico. Finalmente, torna-se responsável pela marcação do tempo e das entradas mais importantes durante a execução em concerto, sendo esta a função mais aparente da atividade de um maestro.

## Outros significados
O termo orquestra também é usado para descrever um espaço dentro do edifício dos antigos teatros gregos, entre o proscênio e a plateia, onde se postavam o coro e os instrumentistas.